# Mobilien
La dénomination Mobilien des lignes d'autobus d'Île-de-France concernait les lignes qui desservent avec des fréquences élevées les zones denses et urbaines de la région.
Ces lignes étaient organisées par Île-de-France Mobilités et exploitées par plusieurs organismes. En effet, les lignes de Paris et de la proche banlieue sont exploitées pour la plupart par la Régie autonome des transports parisiens (RATP). Les autres lignes, principalement en moyenne et grande banlieue, le sont par des opérateurs privés comme Transdev, Keolis ou RATP Dev, filiale de droit privé de la RATP.
Jusqu'en 2017, le label Mobilien incluait aussi les lignes Express qui circulent sur de longues distances et assurant des liaisons de pôle à pôle et de rocade. La marque disparait des différents supports d'information à la fin de l'année 2023.

## Historique
En décembre 2000, dans le cadre de la loi sur l’air, le projet Mobilien, fruit de l'association entre l'État, la région Île-de-France, l'ex-Syndicat des transports d'Île-de-France (STIF) et la RATP, est adopté, en tant que mesure phare du plan de déplacement urbain en Île-de-France (PDUIF).
Le premier projet consistait en un programme d’aménagements de la voirie en faveur des services de transports collectifs pour améliorer le niveau de service de certaines lignes d'autobus et autocars de la région Île-de-France. Ainsi, dès le début des années 2000, une première définition des lignes à convertir avait été élaborée, et des premières réalisations furent réalisées, sans forcément d'améliorer l'offre de transport de manière significative :
- politique de stationnement, réglementation des livraisons ;
- aménagement de carrefours, gestion des feux tricolores afin d'optimiser les temps de parcours ;
- création de couloirs réservés.

Les lignes primaire du projet étaient divisées en deux catégories : les lignes « urbaines » situées dans Paris et en petite couronne, sur des axes structurants locaux, et les lignes « de pôle à pôle », principalement en grande couronne, assurant des dessertes express d’une gare à l’autre, pour compléter le maillage du réseau ferré.
Le 5 juillet 2006, le conseil d'administration de l'ex-STIF marque un tournant dans l'histoire du projet Mobilien. En effet, il décida alors de ne plus uniquement axer ses effets sur les aménagements de voirie, mais également sur l'amélioration des fréquences des lignes, pour les amener à un niveau davantage attractif. Mobilien propose pour ce faire deux niveaux de service : le premier correspond au minimum acceptable pour jouer le rôle de « ligne structurante » dans Paris et la petite couronne (lignes urbaines), le second est l'équivalent pour la grande couronne.
En 2007, ce nouveau projet inclut également la création de neuf lignes dites « de pôle à pôle », en grande couronne, afin de compléter le maillage de ce réseau « Mobilien » :
- Torcy – Créteil ;
- Orly – Évry ;
- Persan – Roissy ;
- Persan – Cergy ;
- Étampes – Arpajon ;
- Étampes – Évry ;
- Val d’Yerres – Sénart ;
- Val d’Yerres – Orly ;
- Rambouillet – Saint-Quentin-en-Yvelines[1].

Le 9 juillet 2008, l'ex-STIF lança les consultations pour la réalisation de seulement trois des neuf lignes proposées initialement : Torcy – Créteil (via la Cité Descartes), Orly – Évry et Persan – Roissy (via Luzarches). À ces huit lignes, deux lignes non envisagées au départ ont été rajoutées : Les Mureaux – Saint-Quentin-en-Yvelines et Montfermeil – Roissy.
Finalement, les lignes Val d’Yerres – Orly, Montfermeil – Roissy, Torcy – Créteil, Les Mureaux – Saint-Quentin-en-Yvelines et Persan – Roissy ont été mises en service respectivement les 15 mai 2009 (finalement entre Montgeron et Rungis via Orly et prolongée de Montgeron à Yerres depuis avril 2012), 1er novembre 2009 (finalement au départ de Chelles et non plus de Montfermeil), 1er janvier 2010 et pour les deux dernières, le 1er septembre 2010.
Depuis le 22 mars 2017, le Syndicat des transports d'Île-de-France, devenu Île-de-France Mobilités, fait une distinction entre les lignes du réseau de bus Mobilien et du réseau de bus Express. Le Grand Paris des Bus voté en partie le 22 mars 2017 par le STIF prévoit de renforcer et de créer de nouvelles lignes Express d'ici à 2020. Elles font donc désormais parties du nouveau réseau de bus Express.
Dans l'édition datée de janvier 2024 du plan régional, les lignes Mobilien n'apparaissent plus et la marque n'est plus utilisée nulle part sur le site internet et les différents supports d'Île-de-France Mobilités.

## Présentation

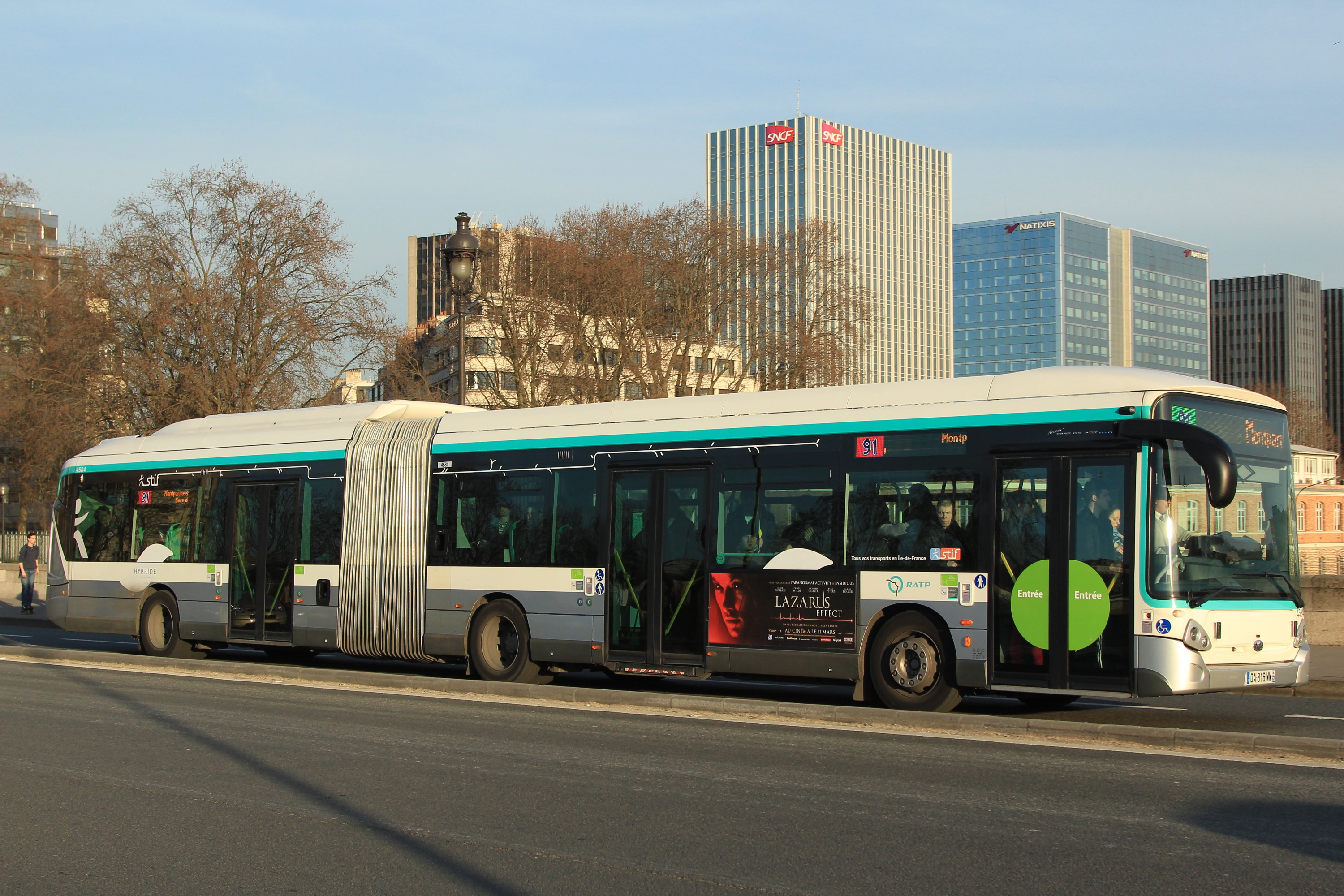
La ligne 91 de la RATP est une ligne Mobilien comportant des portions en site propre dans Paris (ici sur le pont d'Austerlitz, en mars 2015).

Mobilien est une dénomination d'autobus d'Île-de-France destinée initialement à faciliter les liaisons de pôle à pôle et de rocade avec des fréquences élevées, principalement en grande couronne. Depuis 2017 et la distinction des labels Mobilien et Express, le premier désigne des lignes qui « desservent avec des fréquences élevées les zones denses urbaines d’Île-de-France » tandis que le second désigne des lignes qui « circulent sur de longues distances, tous les jours sauf exception, et relient les principales agglomérations de grande couronne et les aéroports ».
Les lignes proposent aux voyageurs une plus grande fréquence de passage des autobus, une amplitude de fonctionnement davantage plus importante le matin et le soir et doit assurer une meilleure régularité des circulations grâce à des aménagements spécifiques. À travers ce projet, Île-de-France Mobilités souhaite proposer aux franciliens, une alternative à la voiture en banlieue.
Concrètement, pour Paris et la petite couronne, les lignes Mobilien doivent offrir, des fréquences de passage élevées (toutes les 5 minutes aux heures de pointe), un service continu jusqu'à 0 h 30, tous les jours de la semaine, ainsi qu'un temps de parcours diminué entre deux points donnés de la ligne :
Normes Mobilien Paris et petite couronne :
| Tranche horaire   | Lundi à vendredi | Samedi | Dimanche et Fêtes |
| ----------------- | ---------------- | ------ | ----------------- |
| 5 h 30 - 6 h 00   | 20 min           | 20 min | -                 |
| 6 h 00 - 7 h 00   | 20 min           | 20 min | 20 min            |
| 7 h 00 - 14 h 00  | 10 min           | 15 min | 15 min            |
| 14 h 00 - 21 h 00 | 10 min           | 10 min | 15 min            |
| 21 h 00 - 0 h 30  | 20 min           | 20 min | 20 min            |
| 0 h 30 - 5 h 30   | -                | -      | -                 |

Pour la grande couronne, les lignes Mobilien doivent offrir des fréquences de passage élevées (toutes les 30 minutes aux heures de pointe), un service continu jusqu'à 21 h, tous les jours de la semaine ainsi qu'un temps de parcours diminué entre deux points donnés de la ligne :
Normes Mobilien grande couronne:
| Tranche horaire   | Lundi à vendredi | Samedi | Dimanche et Fêtes |
| ----------------- | ---------------- | ------ | ----------------- |
| 5 h 30 - 6 h 00   | 1 h              | 1 h    | -                 |
| 6 h 00 - 9 h 00   | 30 min           | 1 h    | 1 h               |
| 9 h 00 - 17 h 00  | 1 h              | 1 h    | 1 h               |
| 17 h 00 - 21 h 00 | 30 min           | 1 h    | 1 h               |
| 21 h 00 - 5 h 30  | -                | -      | -                 |

## Lignes

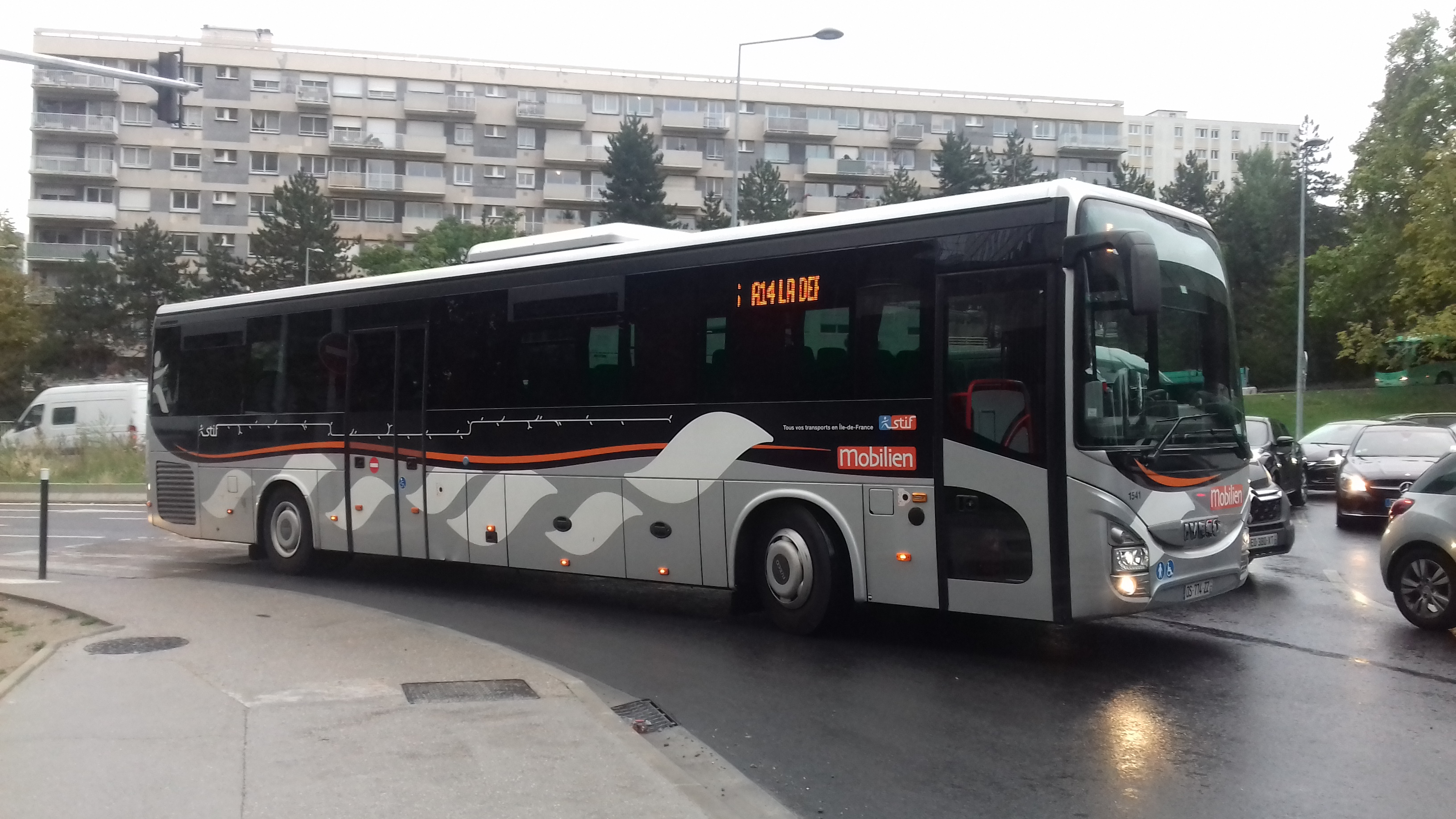
Autocar de CSO engagé sur un Express A14 arborant la livrée STIF-Mobilien, dans Puteaux en septembre 2017.

Les lignes fonctionnant sous le label Mobilien dépendaient de la Régie autonome des transports parisiens pour celles situées à Paris et à la fois de la RATP et des entreprises regroupées au sein de l'Organisation professionnelle des transports d'Île-de-France (Optile) pour celles situées en banlieue.

### Paris et petite couronne
Les lignes Mobilien de Paris et petite couronne, dépendant du réseau de bus RATP, sont listées ci-dessous dans leur dernière configuration connue selon le plan régional des transports de janvier 2023,, sauf les lignes labellisées Express :
- Paris intra-muros : 21, 26, 27, 31, 38, 43, 54, 60, 62, 64, 68, 74, 76, 80, 86, 91, 92, 95, 96 et PC ;
- indices de 100 à 199 : 103, 105, 108, 113, 115, 118, 121, 123, 125, 126, 129, 133, 143, 144, 147, 148, 150, 152, 153, 164, 170, 171, 172, 173, 178, 179, 180, 183, 187 et 189 ;
- indices de 200 à 299 : 208, 255, 258, 259, 268, 272, 275, 285 et 289 ;
- indices de 300 à 399 : 303, 304, 308, 318, 323, 325, 393 et 399 ;
- indices de 400 à 499 : 467 ;
- Trans-Val-de-Marne (Tvm).

### Grande couronne
Les lignes Mobilien de grande couronne sont listées ci-dessous dans leur dernière configuration connue  selon le plan régional des transports de janvier 2023 et les réseaux en vigueur au 1er août 2024, sauf les lignes labellisées Express :
- réseau Argenteuil - Boucles de Seine : 7 et 9 ;
- réseau Cergy-Pontoise Confluence : 1201, 1203 et 1233 ;
- réseau Cœur d'Essonne : 4503 ;
- réseau Évry Centre Essonne : 4201, 4202 et 4206 ;
- réseau Fontainebleau - Moret : 3401 ;
- réseau Grand Versailles : 6201, 6202 et 6203 ;
- réseau Marne et Seine : 427, 428, 435 et 437 ;
- réseau Meaux et Ourcq : A ;
- réseau Pays Briard : 423 ;
- réseau Poissy - Les Mureaux : 1 ;
- réseau Roissy Est : 2101 ;
- réseau Roissy Ouest : 20 (TCSP Barreau de Gonesse) et 95.02 ;
- réseau Saint-Quentin-en-Yvelines : 5104, 5107 et 5134 ;
- réseau Seine Grand Orly : 483 ;
- réseau Terres d'Envol : 15, 609 et 615 ;
- réseau TRA : 602 et 613.

## Identité visuelle

Premier logo de Mobilien
Second logo de Mobilien